# Пинцгауэр

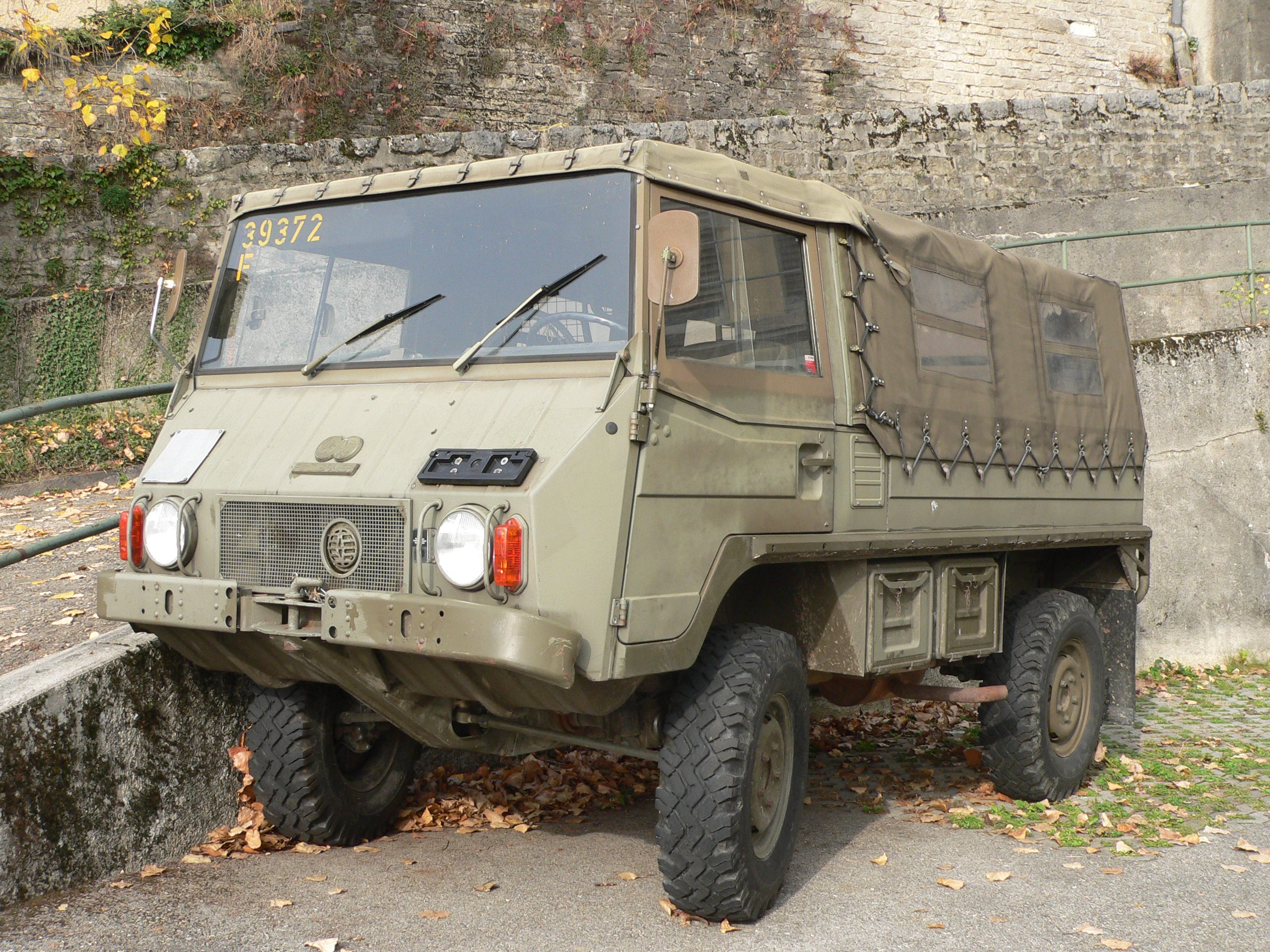
Pinzgauer 710M 4x4 model

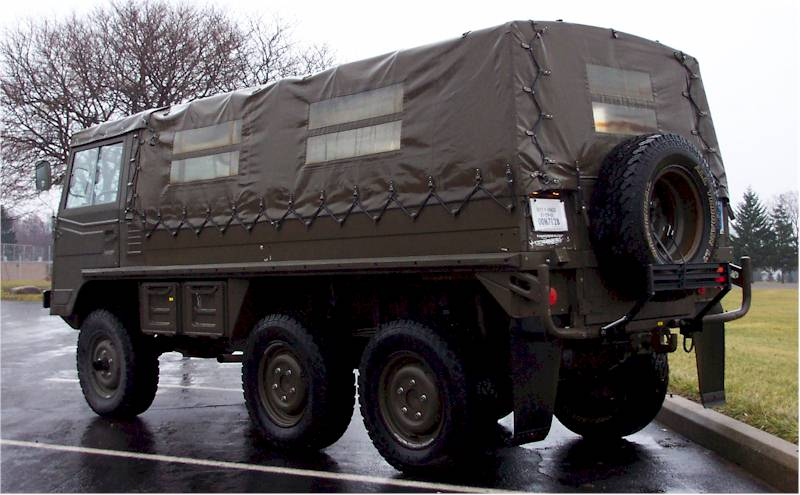
Pinzgauer 712M 6x6 model

Pinzgauer — вездеход, созданный австрийской компанией Steyr-Daimler-Puch, по заказу швейцарской армии. Основой конструкции стал вездеход Haflinger, который был разработан коллективом инженеров под руководством Ганса Ледвинки.

## История
За работу по созданию взялись в 1968 году, 17 мая 1971 года первые серийные экземпляры были построены на заводе Steyr-Daimler-Puch (SDP) в городе Грац (Австрия). Трёхосная версия была освоена заводом в 1972 году По состоянию на 2009 год находится в производстве, их собирают в Великобритании. Автомобиль сертифицирован по нормам Евро III.
В конце 1980-х гг. появилось второе поколение с 6-цилиндровым дизелем с турбонаддувом (2,4 л, 115 л. с.), автоматической 4-ступенчатой коробкой передач, преодолевают подъёмы с уклоном 45° и броды глубиной до 1,5 м, могут двигаться с боковым креном в 35° и на шоссе развивают скорость 120 км/ч.
Машина может преодолевать песчаное и болотистое бездорожье, показывает хорошую проходимость в горной местности.
Имеет несколько модификаций:
Первоначально Pinzgauer проектировался с колесной формулой 4х4 — модели с индексом 710. В 1971-м году была выпущена первая модель — Pinzgauer 710, представлявшая собой полноприводный двухосный внедорожник с четырёхцилиндровым бензиновым двигателем воздушного охлаждения. Трёхосная версия 6х6 — модели Pinzgauer 712 — появились годом позже, тогда же начали делать и гражданские версии машины.
Pinzgauer 710 и 712 имели массу модификаций, их делали с несколькими типами цельнометаллических и тентованных кузовов и кабин, были специальные «командирские» версии и также машины техпомощи и эвакуации, пожарная машина.
Изначально Pinzgauer 710 был доступен в двух вариантах: 710К являлся полностью закрытым, четырёхдверным штабным автомобилем, пассажировместимостью 5 или 7 человек, в то время как 710М был 10-местной пассажирской машиной со съемным брезентовым тентом.
Производство Pinzgauer 710 и 712 закончилось в 1990 году, но ещё в 1983-м завод SDP начал работу над улучшением моделей, впоследствии ставших версиями Pinzgauer 716 4х4 и 718 6х6 Turbo D. Первоначальный четырёхцилиндровый бензиновый мотор, устанавливаемый на Pinzgauer, был заменен на шестицилиндровый турбодизель с водяным охлаждением Volkswagen R16 объёмом 2,4 л, мощностью в 104 л. с. при 4500 об/мин. Двигатель развивал максимальный крутящий момент 222 Нм при 2400 об/мин. Из-за его габаритов пришлось перекраивать капот. Зато теперь по выдающейся «курносой» мордочке можно без труда узнать модели 716 и 718. Одновременно была увеличена колесная база (2400 мм) и расширена колея (1520 мм).

## На вооружении
Закупался армиями таких стран как:
- Австрия
- Боливия,
- Великобритания,
- Венесуэла,
- Малайзия,
- Нидерланды,
- Новая Зеландия,
- Оман,
- Пакистан,
- Сербия,
- Словения,
- Швейцария.
- Украина.

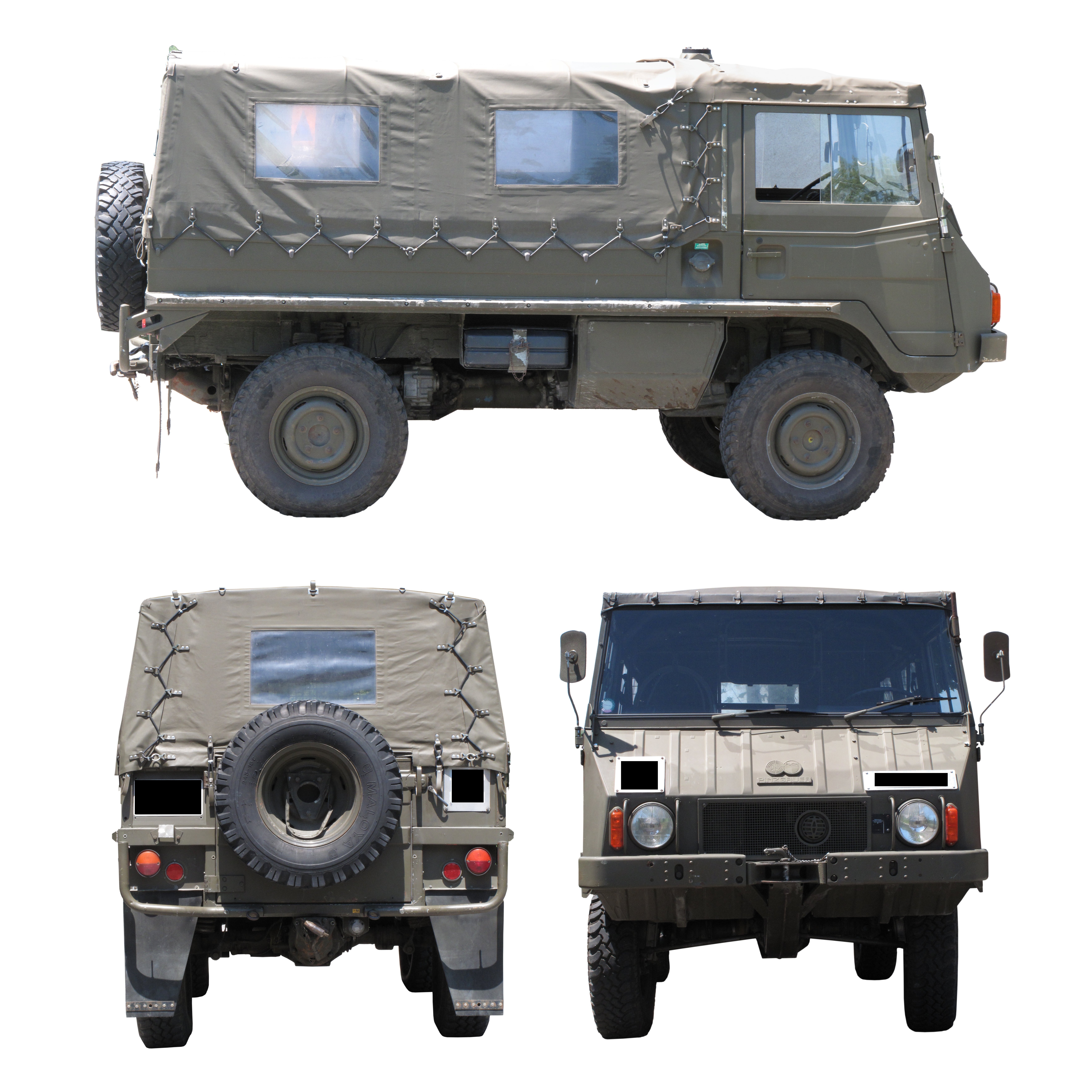
Pinzgauer 710-IMG

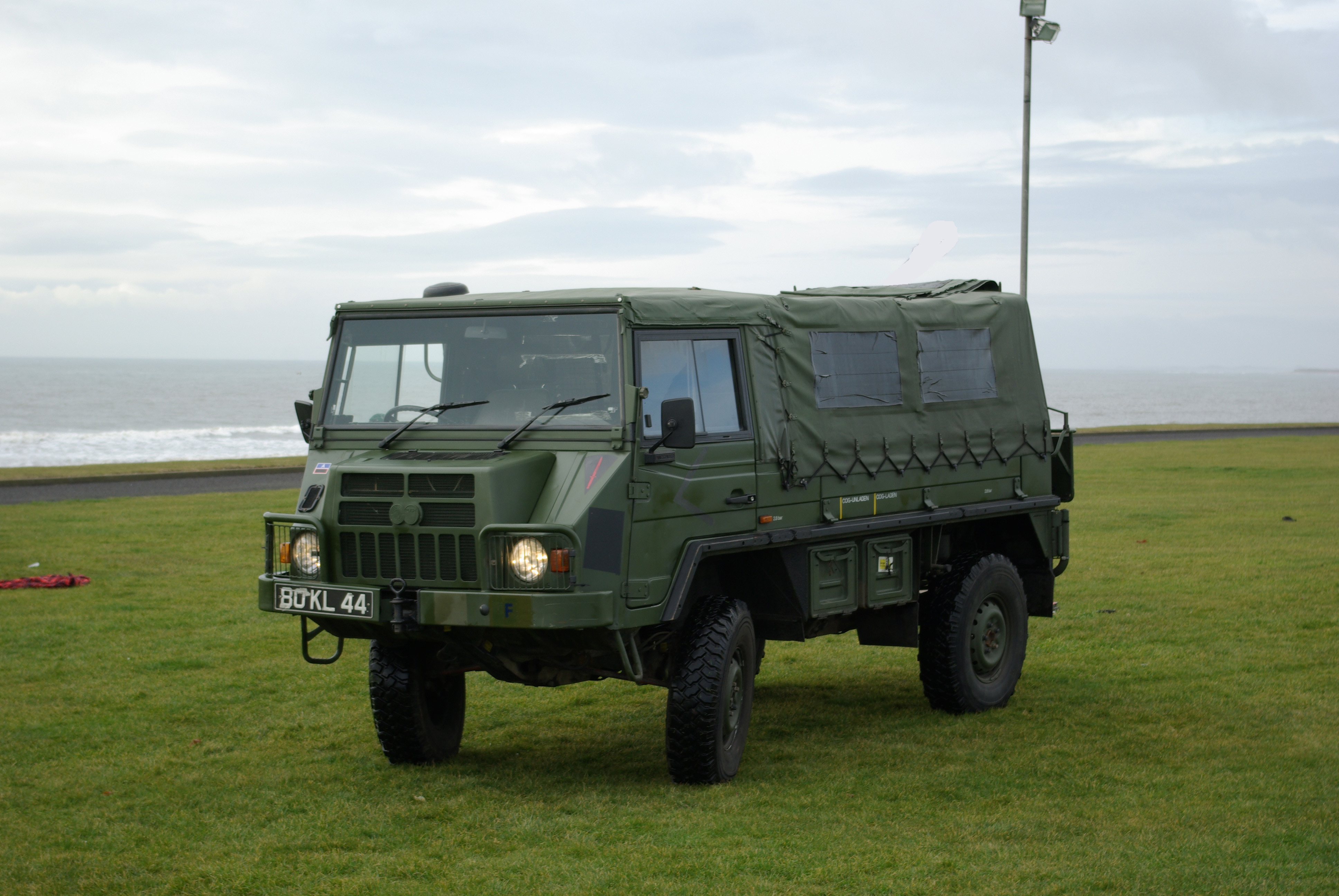
Pinzgauer 716

Новая машина стоит до 100 тыс. долл. в зависимости от комплектовки.

## Pinzgauer в России
В России эта машина является исключительно гражданским автомобилем, встречается довольно редко, если ввозилась то только серым неофициальным импортом. Сейчас такую машину в Россию ввозить не выгодно, однако те, что имеются очень ценятся в кругах охотников и др.

## Служба и боевое применение
- Боснийская война

## ТТХ
- 4-цилиндровый карбюраторный двигатель с воздушным охлаждением объёмом 2,5 л. Агрегат выдавал 90 л. с. при 2500 об/мин;
- максимальная скорость составляла 100 км/ч (96 км/ч — для трёхосной версии);
- механическая 5-скоростная КПП ZF и раздаточная коробка устанавливалась за осью передних ведущих колес;
- дорожный просвет стандартного автомобиля — 360 мм;
- углы въезда-съезда — 42 и 45°;
- штатный бензобак объёмом 145 л позволяет проехать без дозаправки около 800 км;
- бортовая электросеть — 24-вольтовая, влаго- и помехозащищённая;
- глубина брода, который может преодолеть автомобиль, составляет 700 мм, воздухозаборник расположен на высоте 1,6 м.
- полезная нагрузка 1000/1500 кг, для 4/4 и 6/6

В основе автомобиля лежит хребтовая рама. Крутящий момент через редукторы и качающиеся полуоси передаётся на колёса, тормоза у всех колес «Pinzgauer» барабанные.
Обе 4x4 и 6x6 модели могут буксировать 5000 кг (11023 фунтов) на дороге, и 1500 кг (3307 фунтов) или 1800 кг (3968 фунтов), соответственно, по бездорожью.